# Emy Storm
Emy Storm (* 20. Mai 1925 in Alfta, Gemeinde Ovanåker, als Emmy Karolina Storm; † 24. November 2014 in Malmö) war eine schwedische Schauspielerin.

## Leben und Wirken
Ihren ersten Film Sündige Liebe, in welchem sie eine Kellnerin darstellte, drehte Emy Storm bereits 1948. Nach einigen kleineren Rollen schaffte sie in den 1950er-Jahren ihren Durchbruch als Schauspielerin. In den folgenden Jahrzehnten spielte sie in über 50 schwedischen Filmen und Fernsehserien mit. Dem deutschen Publikum wurde sie insbesondere durch die Filmserie Michel aus Lönneberga (1971–1973) nach Astrid Lindgren bekannt, in welcher sie Michels Mutter Alma Svensson darstellte. Emy Storm und ihr Mann, der Schauspieler Göte Fyhring (1929–2021), waren auch politisch engagiert, unter anderem in der Vereinigung sozialdemokratischer Kulturschaffender (Kulturarbetarnas Socialdemokratiska Förening). Sie starb im November 2014 im Alter von 89 Jahren nach einem Schlaganfall.

## Filmografie (Auswahl)
- 1948: Sündige Liebe (Banketten)
- 1953: Barabbas – Der Mann im Dunkel (Barabbas)
- 1953: Alles Glück dieser Erde (All jordens fröjd)
- 1962: Die Nächte der Birgit Malmström (Chans)
- 1963: Das Rabenviertel (Kvarteret Korpen)
- 1964: Lieber John (Käre John)
- 1971: Immer dieser Michel 1. – Michel in der Suppenschüssel (Emil i Lönneberga)
- 1972: Immer dieser Michel 2. – Michel muß mehr Männchen machen (Nya hyss av Emil i Lönneberga)
- 1973: Immer dieser Michel 3. – Michel bringt die Welt in Ordnung (Emil och griseknoen)
- 1975–1976: Michel aus Lönneberga (Fernsehserie, 13 Folgen)
- 1977: Soldat med brutet gevär (Fernsehserie, 7 Folgen)
- 1978–1982: Hedebyborna (Fernsehserie, 15 Folgen)
- 1981: Rasmus und der Vagabund (Rasmus på luffen)
- 1992: Die besten Absichten (Den goda viljan)
- 2002: Die fünfte Frau (Den 5:e kvinnan)
- 2005: Mankells Wallander: Am Rande der Finsternis (Mörkret)